# Європейський університет
Європе́йський університе́т — приватний вищий навчальний заклад IV рівня акредитації в Україні. Заснований в 1991 р. родиною вчених — Тимошенком Іваном Івановичем, його дружиною Зоєю Іванівною та їх донькою Оленою Іванівною. Університет член УАБО, а з 2003 року є членом Міжнародної асоціації університетів (IAU).  З 2021 року  ректор університету — Тимошенко Олена Іванівна.
Європейський університет є першим і єдиним приватним закладом освіти в Україні, що забезпечує безперервну систему навчання — від ясел-садка до аспірантури та докторантури. Структура університету включає 11 філій, розташованих у різних регіонах країни. Загальна кількість студентів перевищує 25 000 осіб, серед яких є представники 15 іноземних держав. За період діяльності випускниками закладу стали понад 150 000 осіб.
В університеті працює понад 587 науково-педагогічних фахівців, з них 320 — доктори та кандидати наук, професори Європейського університету.
Європейський університет бере участь у загальнонаціональних і міжнародних виставках, конкурсах якості, форумах освіти та науки. За роки діяльності здобув численні нагороди, зокрема міжнародну відзнаку «Європейська якість», Золоту медаль «Незалежність України», неодноразово ставав лауреатом Всеукраїнського рейтингу популярності та якості товарів і послуг «Золота фортуна» та інших конкурсів.
Одним з напрямків діяльності університету є видання власних наукових журналів:
·      «Економіка та управління»(рік заснування 1998)
·      «Європейський правничий часопис»(рік заснування 2023)
·      «Європейський психологічний часопис»(рік заснування 2024)
Також в університеті функціонують власні спеціалізовані вчені ради з економіки, політології та менеджменту.
Основна місія університету полягає у формуванні конкурентоспроможних фахівців, які володіють сучасними знаннями, професійними навичками, високими морально-етичними цінностями та здатні реалізувати себе в умовах глобалізованого світу.

## Структура університету

### Факультети
- Факультет економіки та менеджменту
- Юридичний факультет
- Факультет інформаційних систем i технологій
- Факультет психології та соціальних технологій
- Факультет іноземної філології
- Факультет по роботі з іноземними студентами
- Відділ аспірантури та докторантури

### Довишівські структури
- Фаховий бізнес-коледж
- Ліцей «Євроленд»
- Ясла-садок «Євроленд»

### Філії
- Вінницька філія
- Криворізька філія
- Варашська філія
- Львівська філія
- Миколаївська філія
- Одеська філія
- Пирятинська філія
- Полтавська філія
- Рівненська філія
- Уманська філія
- Черкаська філія

## Хронологія
1989-1991 — курсова підготовка з бухгалтерського обліку, основ підприємницької діяльності, психологічні тренінги, видавнича діяльність, соціологічні дослідження, бізнес-планування. Формування вищого навчального закладу.
1991 р., липень — створення Українського вільного інституту-коледжу — вищого навчального закладу для підготовки спеціалістів з економіки, основ підприємництва та управління в умовах ринкових відносин.
Реорганізація Українського вільного інституту-коледжу в Український інститут менеджменту. Підготовка фахівців з економіки, менеджменту, основ підприємництва і бізнесу (дворічний курс).
Заснування навчального комплексу: дитячий садок — початкова школа та гімназія «Євроленд» з метою створення безперервної системи навчання.
1992 р., лютий — перейменування в Українсько-фінський інститут менеджменту і бізнесу та надання права підготовки фахівців з повною вищою освітою на рівні спеціаліста.
Жовтень — юридична реєстрація вищого навчального закладу в статусі СП "Українсько-фінський інститут менеджменту і бізнесу" — УФІМБ.
Заснування кафедри соціально-гуманітарних дисциплін, розвиток навчальних програм та підготовка фахівців у галузях соціальних наук, гуманітаристики, основ підприємництва та управління.
1993 р. — отримання першої ліцензії Міністерства освіти України за напрямами 0501 — «Економіка» та 0502 — «Менеджмент» за III рівнем акредитації.
1994-1997рр. — Відкриття філій у Донецьку, Запоріжжі, Нікополі, Полтаві, Севастополі, Умані, Житомирі, Конотопі, Вінниці,  Кривому Розі, Миколаєві.
1997 р. — Перереєстрація у вищий заклад освіти «Українсько-фінський інститут менеджменту і бізнесу».
Перша акредитація Міністерства Освіти України Українсько-фінського інституту менеджменту і бізнесу за вищезазначеними напрямами освітньо-кваліфікаційного рівня «спеціаліст».
Вересень – відкриття аспірантури, підготовка науково-педагогічних кадрів в галузі соціальних і гуманітарних дисциплін, розвиток наукових досліджень та академічних програм для підготовки кандидатів наук.
Надання права Вченій раді інституту присвоювати вчені звання доцента та професора.
1998 р. — вихід друком першого номера наукового журналу «Економіка і управління».
1999 р. — отримання нового статусу навчального закладу під назвою «Європейський університет фінансів, інформаційних систем, менеджменту і бізнесу» — ЄУФІМБ.
Відкриття магістратури, отримання ліцензії Міністерства освіти і науки України за IV рівнем акредитації з напрямів: 0501«Економіка», 0502 «Менеджмент».
2000 р., жовтень — отримання Свідоцтва про Спеціалізовану вчену Раду по захисту кандидатських дисертацій. Листопад — відкриття науково-дослідного Інституту стабілізації та розвитку економіки України.
2001 р. — відкриття філії у Кам'янець-Подільському, Міжгір'ї, Нетішині, Тернополі, Херсоні та Чернігові.
2002 р. — відтворення науково-навчального Інституту права та безпеки підприємництва.
Отримання ліцензії Міністерства освіти і науки України з напряму 0601 "Право".
Серпень — відкриття бізнес-коледжу Європейського університету.
2003 р. — випуск першого номеру журналу «Пошук»
Створення кафедри екології та інтеграція екологічних програм в навчальний процес, участь в міжнародних наукових та освітніх ініціативах. Співпраця з Міжнародною асоціацією університетів (ІАU) для розвитку академічних стандартів.
2004 р. — перейменування у Приватний вищий навчальний заклад "Європейський університет" (протокол зборів засновників № 39 від 11.06.2004)".
Відкриття філії у Пирятині.
Отримання свідоцтва про внесення університету до Державного реєстру наукових установ, яким надається підтримка держави.
2005 р. червень — акредитація Європейського університету в цілому за  IV рівнем (протокол ДАК 21.06.2005 № 26).
Європейський університет став переможцем X Українського національного конкурсу з якості і нагороджений сертифікатом «Визнання досконалості в Україні».
2006 р. березень — створення Інституту розвитку ініціатив студентського самоуправління — ІРІСС (14.03.2006 р.).
2009 р. — професор Іцхак Адізес став почесним професором Європейського університету та прочитав лекцію на тему «Керуючи змінами. Введення в теорію менеджменту Адізеса».
2011 р. — відкриття оновленої бібліотеки; тренажерного залу на кафедрі фізичної та тактико-спеціальної підготовки. Відкриття Інституту шоу-бізнесу як структурного підрозділу Європейського університету.
2013 р. — початок навчання за програмою подвійного диплома в Польщі та відкриття докторантури.
2014 р. — відкриття Школи успішного юриста «BenePeritum», заснованою правовою групою «Юста» та Європейським університетом; відкриття лабораторії креативних ідей «fab lab CREATORS».
Підписання угоди про співробітництво з Вищою школою менеджменту безпеки у м. Кошице (Словаччина) та Академією медіа та маркетингової комунікації (Словаччина).
2015 р. — засновання наукового збірника «Правничий часопис Європейського університету», який виходить щокварталу.
2016 р. — відкриття спеціальністі 075 «Маркетинг» на аспірантурі та докторантурі, розвиток нових освітніх програм у сфері маркетингу, менеджменту та бізнес-стратегії для підготовки висококваліфікованих фахівців.
2017 р. — розпочато першу в Україні освітню програму з кібербезпеки.
Відкриття Спеціалізованої вченої ради К.26.063.02 для захисту кандидатських дисертацій за спеціальністю 12.00.09 – «Кримінальний процес та криміналістика; судова експертиза; оперативно-розшукова діяльність».
2018 р. — команда університету взяла участь у фіналі міжнародного IT-чемпіонату «Золотий байт». Грудень — команда університету взяла участь у фіналі конкурсу стартапів «StartUp Прорив» у Львові.
2019 р. —  відкриття підприємницького клубу «StartUp Club EU» та підписання договору про доступ до сервісу Unicheck. Команда «StyleON» Європейського університету вийшла у фінал Національного конкурсу стартапів Enterprise Pitch Competition.
2021 р. – ректором Європейського університету стала Тимошенко Олена Іванівна
Засновання Центру педагогічної майстерності та моніторингу якості освіти для удосконалення викладання і підвищення академічних стандартів.
Формування факультету для роботи з іноземними студентами, створено нові навчальних можливостей для міжнародних громад.
Перейменування кафедри математичних дисциплін та інноваційного проектування в нову форму. Заснування науково-дослідницької лабораторії Noolab, спрямованої на інноваційні технології та наукові дослідження.
2022 р. — Європейський університет та TRADE HOUSE UKRAINA підписали Меморандум про співпрацю та відкрили «Інформаційно-консультативний центр Європейського університету в місті Рига, Латвія.
З початку повномасштабного вторгнення Університет на базі своїх гуртожитків надав прихисток  370 ВПО з Луганщини. У гуртожитку також створили хаб Лисичанської громади, в якому люди можуть одержати гуманітарні набори та спектр консультативних послуг.
2023 р. травень — Європейський університет та компанія DAN.IT education підписали договір про спільну реалізацію освітньої програми «Інженерія програмного забезпечення».
Університет увійшов у трійку кращих приватних університетів України 2023 року за версією ВООРГВО та в ТОП – 100 кращих закладів вищої освіти України.
2024 р. — створення кафедри комп’ютерних наук та програмної інженерії для підготовки висококваліфікованих фахівців в галузі IT та програмування. Відкриття кафедри кібербезпеки та захисту інформації для підготовки експертів з кібербезпеки.
Відкриття спеціальностей 053 «Психологія» та 122 «Комп’ютерні науки» на аспірантурі та докторантурі для розвитку науково-дослідницької діяльності.
Номінація на звання «Компанія року» в галузі освіти.
Запуск мобільного додатку Euni для покращення освітнього процесу.

## Матеріально-технічна база
Європейський університет  оснащений комп’ютерною технікою та сучасною бібліотекою, яка налічує тисячу  примірників. Університет має спортивні та тренажерні зали, їдальню, буфети, укриття,  культурно-мистецький центр і концертну залу. Для проживання студентів є два гуртожитки з медичними кабінетами (по вул. Ушакова, 8-а, вул. Литвиненко-Вольгемут, 1-г).

## Діяльність
Акредитація МОН України за IV рівнем. Ліцензія серія ВО №00228-022801 від 15.05.2017 р. Підпорядкований Міністерству освіти і науки України. Ректором ЗВО є Тимошенко Олена Іванівна.
Європейський університет прагне формувати професійну еліту України, здатну до самостійного мислення та активних дій в економіці, управлінні та інформаційних технологіях на основі сучасних наукових знань.
З часу заснування навчального закладу сформульована і втілюється в життя концепція діяльності університету «Вчись, працюючи!». Вона передбачає єдність чотирьох основних завдань:
- органічне поєднання теорії і практики;
- глибоке знання основ новітніх технологій;
- вільне володіння англійською або німецькою мовами;
- виконання дипломної роботи на базі реальних даних і матеріалів.

У структурі університету: факультети: економіки і менеджменту, інформаційних систем і технологій, юридичний, психології та соціальних технологій і по роботі з іноземними студентами, 11 філій у різних містах України, а також Фаховий Бізнес-коледж, ліцей та ясла садок.
Університет готує фахових молодших бакалаврів, бакалаврів, докторів філософії (PhD), докторів наук і магістрів. Заклад проводить також перепідготовку спеціалістів та підвищення кваліфікації.
В університеті функціонує Міжнародний освітньо-підготовчий центр для іноземних студентів та аспірантура для підготовки спеціалістів вищої кваліфікації.

## Miciя
Здійснення вагомого вкладу у суспільний розвиток через дослідження, генерування нових знань, їх поширення та підготовку конкурентних фахівців i креативних особистостей.
Університет реалізує свою місію шляхом досягнення таких стратегічних цілей:
1. Утвердження Університету як провідного вітчизняного науково-дослідницького, освітнього та інноваційного центру.
2. Забезпечення особистісного та професійного зростання студентів, формування компетенції, що визначають конкурентоспроможність випускників в Україні та світі.
3. Всебічний розвиток креативного потенціалу науково-педагогічних працівників Університету.
4. Формування іміджу Університету як міжнародного освітнього та дослідницького центру.
5. Сприяння становленню гармонійно розвиненої особистості, активного члена суспільства, патріота України.
6. Створення сучасної інфраструктури та системи управління, спрямованих на забезпечення ефективної діяльності  Університету.

## Міжнародний освітньо-підготовчий центр
Європейський університет — один із найбільших приватних університетів України, в якому навчається понад 10 тисяч студентів, зокрема іноземці з 21 країни.
Заклад має найвищий 4-й рівень акредитації Міністерства освіти і науки України та пропонує іноземним громадянам понад 70 програм бакалаврату, магістратури та аспірантури. Підготовка здійснюється відповідно до освітніх програм, навчальних планів та робочих програм, які відповідають вимогам Міністерства освіти і науки України та міжнародним стандартам. Навчання проводиться у форматах денної, дистанційної та заочної форми, а всі напрями підготовки акредитовані.
Науковий та освітній потенціал Європейського університету, його міжнародний професійний імідж сприяють розширенню міжнародної співпраці та дозволяють йому входити до числа лідерів світової освітньої спільноти. Діяльність університету спрямована на розвиток співпраці із зарубіжними освітніми закладами, сприяння євроінтеграції, забезпечення освітньої мобільності, організацію міжнародних наукових конференцій та академічних заходів.
З метою розвитку міжнародної співпраці у 2008 році був створений Міжнародний освітньо-підготовчий центр. Завдяки його роботі університет став членом Міжнародної асоціації університетів, неодноразово здобував нагороди міжнародного рейтингу «Золота фортуна» та отримав сертифікат «Визнання досконалості у Європі».
Інформація про університет включена до довідників ЮНЕСКО, а також розміщена у Всесвітній базі даних вищої освіти (WHED), офіційному довідковому порталі ЮНЕСКО та Міжнародної асоціації університетів, де Європейський університет має унікальний ідентифікатор WHED 004905.
Європейський університет активно реалізує спільні освітньо-наукові проєкти, зокрема програму подвійного диплому.Університетом підписано договір про співпрацю з Akademia WSB  в рамках якого студенти можуть паралельно навчатися в двох навчальних закладах та по закінченню навчання отримати два дипломи (України і Польщі). Навчальний план цих програм відповідає всім європейським стандартам і вимогам, а викладання здійснюють провідні українські та європейські фахівці. Програми охоплюють також стажування та практику в провідних компаніях Європейського Союзу та України.
Також підписано угоди про співпрацю з Балтійською міжнародною академією (Латвія) та Українським вільним університетом (Мюнхен, Німеччина). На сьогодні укладено понад 50 міжнародних договорів про співпрацю, а освіту в університеті вже здобули майже 7 тисяч іноземців.

## Науково-дослідна робота
Європейський університет здійснює науково-дослідні та дослідно-конструкторські роботи відповідно до зареєстрованих тем в УкрІНТЕІ:
- Проєкт "Управління фінансово-економічним розвитком в умовах інформаційних трансформацій" (державний реєстраційний номер 0120U105397) розпочато в грудні 2020 року, остаточний звіт планується на грудень 2025 року.
- Проєкт "Формування комплексного механізму управління безпековою діяльністю підприємств" (державний реєстраційний номер 0121U114171) розпочато в грудні 2021 року, остаточний звіт планується на грудень 2026 року.
- Проєкт "Інституціональний розвиток соціально-політичного простору в умовах глобальної світової нестабільності" (державний реєстраційний номер 0120U105123) розпочато в листопаді 2020 року, остаточний звіт планується на грудень 2025 року.
- Проєкт «Інфомаційні технології моделювання складних процесів та систем» (державний реєстраційний номер 0124U002854) розпочато в травні 2024 року, остаточний звіт планується на травень 2029 року.

## Лабораторія NooLab & AI
NooLab & AI – це науковий центр, що спеціалізується на дослідженні ноосфери та розробці штучного інтелекту. Основна мета лабораторії — вивчення розвитку свідомості та впливу новітніх технологій на суспільство. Серед основних напрямів роботи — взаємодія людини з комп'ютером, технології штучного інтелекту, цифрова етика та наукове передбачення. Ноосфера, концепція, описана українським вченим В.І. Вернадським, передбачає перехід біосфери до нового стану під впливом людського інтелекту.
Лабораторія прагне створити «новий світ» з «новими людьми», розвиваючи концепцію «інтелектуальної особистості», яка використовує технології для довгострокового планування та розвитку свого потенціалу. Робота лабораторії підкреслює особливий акцент на нейронних мережах та прогнозуванні як інструментах для формування суспільства майбутнього.
Лабораторія організовує освітні заходи та конференції, включаючи участь у Давосі та співпрацю з іншими науковими спільнотами. Крім того, вона підтримує студентів і науковців, пропонуючи можливості для досліджень і стажувань, сприяючи розвитку цифрової освіти та інновацій.

## Юридична клініка "LAW LAB"
LAW LAB — це юридична клініка юридичного факультету ПВНЗ «Європейський університет», створена для поєднання навчання, практики та інновацій у праві.
Місія LAW LAB — зробити юридичну допомогу доступнішою для громади, а також сприяти формуванню нової генерації правників: фахових, етичних, відкритих до змін.
Діяльність клініки включає безоплатне надання правових консультацій та правопросвітницькі заходи для студентів і громадськості. Правничі послуги надаються клієнтам з усіх галузей права, за винятком надання правничої допомоги у кримінальних провадженнях.

## Науково-практичні конференції
Європейський університет проводить наступні науково-практичні конференції:
- Міжнародна конференція з кібербезпеки
- Міжнародна конференція з безпекотворення
- Всеукраїнська конференція для студентів, аспірантів та молодих учених з питань європейської інтеграції
- Студентські європейські читання
- Конференція «Україна ХХІ століття»
- Всеукраїнська конференція з питань відбудови економіки України
- Міжнародна конференція «Цифрова трансформація»
- Міжнародний конгрес молодих науковців – психологів «Сучасні психологічні проблеми, викликані військовою агресією та шляхи їх подолання»
- Перша  Всеукраїнська науково-практична конференція “Сучасні екологічні виклики в Україні та світі “

## Видання
Наукові журнали Європейського університету включають:
1. «Економіка і управління» (заснований у 1998 році, ISSN 2312-7872, DOI: 10.36919, категорія «Б», спеціальності: економіка, менеджмент, фінанси, облік, маркетинг).
Науковий журнал «Економіка і управління» засновано Приватним вищим навчальним закладом «Європейський університет» та Асоціацією навчальних закладів України приватної форми власності. Статті в науковому журналі публікуються двома мовами: українською та англійською. Періодичність видання – 4 рази на рік
Науковий журнал «Економіка і управління» друкує статті з питань економічного розвитку, теорії, історії і практики, організації і змісту економічної освіти в Україні та за її межами. Журнал надає свої сторінки для аналізу науково-практичних, економічних концепцій та програм, результатів дослідження економіки і бізнесу, менеджменту, експериментальних технологій навчання. Видання адресовано науковим співробітникам, докторам наук, кандидатам економічних наук, викладачам, аспірантам та студентам, а також широкому колу читачів, які цікавляться проблемами економіки.
Редакційна колегія наукового журналу «Економіка і управління» здійснює зовнішнє та внутрішнє рецензування всіх отриманих статей. До складу редакційної колегії наукового журналу входять провідні українські та іноземні фахівці.
2. «Європейський правничий часопис» (ISSN 3041-1149, категорія "Б", спеціальності: право, міжнародне право). Науковий журнал "Європейський правничий часопис" заснований у 2023 році на юридичному факультеті Приватного вищого навчального закладу "Європейський університет".
Рубрики журналу:
- Теорія та історія     держави і права
- Конституційне право
- Цивільне право і процес
- Адміністративне право і     процес
- Міжнародне право
- Право Європейського     Союзу
- Сімейне право
- Екологічне право
- Кримінологія
- Кримінальне та     кримінальне процесуальне право
- Інші галузі права

Статті в науковому журналі публікуються двома мовами: українською та англійською.
Науковий журнал «Європейський правничий часопис» дотримується політики відкритого доступу (Open Access). Повнотекстовий доступ до наукових статей журналу, в режимі реального часу, представлений на офіційному сайті журналу у розділі «Архів». Політика відкритого доступу видання сумісна з переважною більшістю політик відкритого доступу та архівування матеріалів.
Редакційна колегія наукового журналу «Європейський правничий часопис» здійснює зовнішнє та внутрішнє рецензування всіх отриманих статей. До складу редакційної колегії наукового журналу входять провідні українські та іноземні фахівці.
3. «Європейський психологічний часопис» (галузь знань: соціальні та поведінкові науки, спеціальність: психологія), які видаються чотири рази на рік. Науковий журнал «Європейський психологічний часопис» заснований у 2024 році на факультеті психології та соціальних технологій Приватного вищого навчального закладу «Європейський університет».

#### Рубрики Журналу
- Загальна психологія
- Психологія вікового     розвитку людини
- Соціальна психологія
- Психодіагностика
- Сімейна психологія
- Психологія праці
- Юридична психологія
- Професійний     психологічний відбір
- Психологія переговорів
- Теорія і практика     тренінгової діяльності
- Психологія діяльності     людини в особливих умовах
- Психологія стресу
- Клінічна психологія
- Арт-терапія в     психології та реабілітології
- Психологічна     реабілітація
- Інші галузі психології

Статті в науковому журналі публікуються двома мовами: українською та англійською.
Видання адресовано науковим співробітникам, докторам наук, кандидатам психологічних наук, психологам-практикам, викладачам, аспірантам та студентам психологічних факультетів, а також широкому колу читачів, які цікавляться проблемами сучасної психології.
Редакційна колегія наукового журналу «Європейський психологічний часопис» здійснює зовнішнє та внутрішнє рецензування всіх отриманих статей. До складу редакційної колегії наукового журналу входять провідні українські та іноземні фахівці.

## Нагороди та відзнаки
Європейський університет отримав численні нагороди й відзнаки за досягнення у сфері освіти, розвитку національної і міжнародної освітньої системи та підвищення якості навчального процесу.
У 2024 році заклад здобув перемогу в Міжнародному конкурсі «Компанія року», що стало визнанням високого рівня надання освітніх послуг, інноваційного підходу до навчання, ефективної організації навчального процесу та розвитку корпоративної культури університету. Нагорода засвідчила лідируючі позиції Європейського університету серед закладів вищої освіти України та його конкурентоспроможність на міжнародному рівні.
У 2008 році Європейський університет був удостоєний міжнародної нагороди «Європейська якість», яку вручає Європейська Асамблея Бізнесу. Відзнака була присуджена за досягнення високих результатів у забезпеченні академічної мобільності, упровадженні інноваційних освітніх програм та розвитку партнерських зв'язків з провідними європейськими освітніми установами.
Інші нагороди та відзнаки:
- Переможець Міжнародного конкурсу «Золота торгова марка». – 2002
- Лауреат Міжнародного Академічного Рейтингу популярності та якості товарів і послуг «Золота Фортуна» - 1999, 2002
- Переможець Всеукраїнського конкурсу «Кращий вітчизняний товар року» в номінації «Освіта». - 2006
- Переможець Всеукраїнського конкурсу «Кращий роботодавець року». - 2006
- Переможець X Українського Національного конкурсу з якості, нагороджений сертифікатом «Визнання досконалості в Європі». - 2005
- Лауреат 6-го та IX Українських національних конкурсів з якості (регіональний рівень). - 2004
- Лауреат Всеукраїнської програми «Роботодавці України – 2007».
- Лауреат Лідерського рейтингу серед студентської молоді та вищих навчальних закладів Святошинського району м. Києва у спеціальній номінації «Лідер рейтингу серед вищих навчальних закладів району». - 2007
- Нагородження редакції журналу «Економіка і управління» дипломом другого ступеня і срібною медаллю Всеукраїнського конкурсу «Вища школа – 2008» у номінації «Науково-дослідна робота».
- Почесне звання «Лицарі відданості освіті» за спадкоємність і сподвижництво у справі виховання молоді. - 2010
- Медаль «За визначний внесок у поширення ідеї єдності Європи». - 2013
- Подяка від Африканської ради в Україні за підготовку кадрів для країн Африки. - 2014
- Подяка за підтримку IX Всеукраїнської правничої школи з адвокатури у кримінальних справах. - 2023
- Подяка від ГС «Українська Студентська Ліга». – 2024
- Золота медаль «Незалежність України» за вагомий внесок у становлення незалежної держави через розвиток національної освітньої системи. - 2002

Університет також неодноразово нагороджувався дипломами за:
- профорієнтаційну роботу серед молоді;
- вагомий розвиток іміджу освіти і науки України в рамках «Громадської освіти»;
- творчу організаторську роботу щодо розвитку сучасної національної освіти;
- вагомий внесок у модернізацію національної освітньої системи;
- розвиток міжнародної освіти;
- активну участь у створенні сучасної якісної системи національної освіти;
- значний внесок у розвиток приватної бізнес-освіти та багаторічну громадську діяльність;
- активну інноваційну діяльність у підвищенні якості навчально-виховного процесу.